# Respecte
El respecte és un valor ètic o moral que reconeix que una persona o quelcom té vàlua. Va més enllà de la tolerància perquè implica un sentiment positiu cap a l'altre.
Per a alguns, el respecte en les relacions interpersonals comença pel reconeixement de l'individu com a entitat única i que necessita ser comprès per l'altre. Consisteix a saber valorar els interessos i necessitats dels altres.

## Tipus de respecte
El respecte es pot agrupar segons la persona o entitat a què va dirigit. En primer lloc hi ha el respecte universal, que mereix qualsevol ésser humà i que és la base de les relacions socials o drets humans. Suposa admetre que totes les persones neixen en situació d'igualtat, per merèixer consideració (dignitat humana), malgrat que després es produeixin diferències d'estatus o vivències. És un dels valors bàsics de la religió monoteista, que considera que l'ésser humà ocupa una posició central en la creació perquè té ànima i, per tant, mereix un respecte especial.
En un segon terme, estaria el respecte cap a persones superiors; poden ser caps de la feina o de l'exèrcit, càrrecs que denoten autoritat (com professors, policies o jutges) o dirigents polítics. El culte a l'emperador romà s'inscriuria en aquesta línia, que sol mostrar-se amb gestos de deferència (com una reverència), o títols honorífics en parlar d'aquelles persones. En moltes societats, participen en aquest respecte les persones grans, que han adquirit un estatus en relació amb les joves per l'experiència viscuda. Dins d'aquestes, destaquen els pares, protegits per lleis morals com la pietat filial oriental, els manaments bíblics o la figura del pater familias.
En tercer lloc, es pot parlar de respecte a símbols i idees abstractes com la pàtria o les creences, aquelles entitats que representen allò que dona identitat a cada persona. Aquest respecte sovint es codifica en homenatges, com la hissada de la bandera, l'himne nacional que cal escoltar atentament, el culte religiós o d'altres.